# 中共闽浙边临时省委机关驻地旧址
中共闽浙边临时省委机关驻地旧址，位于中华人民共和国浙江省温州市平阳县山门镇，是浙江省省级文物保护单位之一。
2017年1月19日，中共闽浙边临时省委机关驻地旧址被列入第七批浙江省文物保护单位，该文物保护单位是一座近现代重要史迹及代表性建筑物。